# Music for Relief
Music For Relief (с англ. — «Музыка для утешения») — благотворительный фонд, основанный американской рок-группой Linkin Park. Целью создания является оказание помощи жертвам стихийных бедствий и привлечение внимания к проблеме глобального потепления.

## О проекте
Music For Relief предоставляет помощь пострадавшим от стихийных бедствий, а также предназначен для предотвращения таких бедствий. С момента своего образования в 2005 году, Music For Relief удалось собрать более 3.9 миллионов долларов для жертв:
- Землетрясения в Индийском океане (2004 год)
- Ураганов Катрина и Рита, сотрудничая с «Hollywood for Habitat for Humanity» для предоставления жительства пострадавшим от урагана (2005)
- Пожаров в Калифорнии (2007 год)
- Циклона «Сидр» в Бангладеш (2007)
- Землетрясения на Гаити (2010)
- Землетрясения в Японии (2011)

## Деятельность
Music For Relief организовала 2 благотворительных концерта с участием приглашенных знаменитостей. Первое шоу прошло 17 января 2005 года. Участие в нём приняли: сатирическая рок-группа Tenacious D (также помогла организовать концерт), Бек, Уилл Ферелл, Дэйв Грол, Джош Хомми и Эдди Веддер. Во втором шоу, которое прошло 15 февраля 2005 года, приняли участие Linkin Park, Story of the Year, The Crystal Method, Camp Freddy, No Doubt и Jurassic 5. Как предполагалось, в шоу должны были участвовать Blink-182, однако они отменили выступление по непонятным причинам.
Music For Relief помогла посадить более 355 000 деревьев, чтобы уменьшить вред глобального потепления. 100 000 деревьев было посажено благодаря пожертвованиям LPU.
19 января Linkin Park выпустили новую песню «Not Alone», которая вошла в специальный благотворительный музыкальный диск «Music For Relief: Download to Donate for Haiti» с песнями таких исполнителей как: Аланис Мориссетт, The All-American Rejects, Dave Matthews Band, Enrique Iglesias, Hoobastank, Kenna, Lupe Fiasco, Peter Gabriel, Slash, Jack Johnson, Weezer, Metric, The Crystal Method, Dinosaur Jr., Mickey Hart, Guster.
На новом благотворительном альбоме Download To Donate: Japan присутствует новый инструментальный трек Linkin Park под названием «Issho Ni» (с японского переводится примерно как «Мы вместе»). Об этом Майк Шинода рассказал в интервью радиостанции KROQ (на 70-й минуте). Альбом выпущен бесплатно в электронном виде, в его состав вошли треки от разных исполнителей, которые решили принять участие в проекте. Дата релиза будет объявлена позже, но логично предположить, что в самое ближайшее время.
«Хочет ли кто-нибудь новую инструментальную песню от Linkin Park на благие цели Music For Relief для Японии?», — риторически вопрошал Майк Шинода через свой твиттер (14.03.11).
Майк Шинода сделал для благотворительного проекта Linkin Park Music For Relief два дизайна футболок. Средства от продажи футболок будут направлены на помощь Японии, в которой произошли всем хорошо известные трагические события.
На сайте организации Music For Relief можно посмотреть трек-лист нового благотворительного альбома, в который вошёл новый инструментальный трек Linkin Park «Issho Ni».